# Hilary Marquand
Hilary Adair Marquand, né le 24 décembre 1901 à Cardiff et mort le 6 novembre 1972 dans le Sussex, est un économiste britannique et un homme politique du Parti travailliste.

## Biographie
Hilary Marquand est né à Cardiff, dans le sud-est du Pays de Galles, le 24 décembre 1901. Il est le fils d'Alfred Marquand, employé d'une entreprise d'exportation de charbon, originaire de Saint-Pierre-Port à Guernesey, et de Mary Adair, son épouse écossaise. Il est scolarisé au Lycée de Cardiff (en) et, comme boursier d'État, à l'University College de Cardiff où il étudie l'histoire et l'économie, terminant son premier cycle en 1924. Il passe ensuite deux ans aux États-Unis en tant que boursier de la Fondation Rockefeller . Revenu au Royaume-Uni, il est conférencier en économie à l'université de Birmingham de 1926 à 1930. Puis il est nommé professeur de relations industrielles à l'University College de Cardiff, où il enseigne de 1930 à 1945. Au moment de sa nomination à Cardiff, en 1930, il a 29 ans, ce qui fait de lui le plus jeune professeur d'une université britannique à l'époque.
Bien qu'il appartienne à une famille résolument conservatrice, Hilary Marquand va rejoindre le Parti travailliste en 1920 et la Fabian Society en 1936.
Il est directeur des enquêtes industrielles du sud du pays de Galles en1931 et 1936, membre du comité consultatif de Cardiff UAB (Unemployment Assistance Board). Entre temps, il passe l'année universitaire 1932-1933 aux États-Unis pour l'étude des relations industrielles. Puis il est professeur invité d'économie à l'université du Wisconsin  au cours de l'année 1938-1939. Il est directeur par intérim de la Commission du Commerce en 1940-1941, contrôleur adjoint du ministère du Travail, division du pays de Galles, de 1941 à 1942, et conseiller du ministère de la Production en 1943-1944.
Élu membre du Parlement aux élections générales de 1945, battant le secrétaire à la Guerre de l'époque James Grigg pour occuper le siège, il sert comme député travailliste de Cardiff Est de 1945 à 1950 et de Middlesbrough Est de 1950 à 1961. Il est secrétaire au Commerce extérieur de 1945 à 1947 ; Paymaster-General (en) de 1947 à 1948) ; ministre des Pensions de 1948 à 1951 et ministre de la Santé, de janvier à octobre 1951. Il est nommé conseiller privé en 1949.
Après la défaite des travaillistes aux élections générales de 1951, il devient membre éminent du cabinet fantôme, porte-parole en chef pour les retraites jusqu'en 1959 et porte-parole en chef pour les affaires du Commonwealth sous Hugh Gaitskell de 1959 à 1961.
Il entreprend des tournées de conférences au nom du British Council en Inde, au Pakistan et à Ceylan en 1952-1953, aux Antilles en 1954 et 1959, en Finlande en 1957. Il est représentant aux assemblées du Conseil de l'Europe et de l'Union de l'Europe occidentale de 1957 à 1959. Il est vice-président de l'Office national des prix et des revenus de 1965 à 1968. Et il est aussi membre honoraire de Phi Beta Kappa.
De plus en plus mécontent des luttes intestines entre factions au sein du parti travailliste, il démissionne de son siège au Parlement en 1961. L'élection partielle suivante est remportée par le candidat travailliste Arthur Bottomley. L'année où il quitte son siège, Hilary Marquand devient directeur de l'Institut international d'études sociales, basé au Bureau international du Travail à Genève, un poste qu'il occupe jusqu'en 1965.

## Vie privée
Le 20 août 1929 Hilary Marquand épouse Rachel Eluned Rees, institutrice, avec qui il va avoir trois enfants. Il y a leur fille, Diana Marquand, militante pour l'environnement et travailleuse sociale, ainsi que ses deux frères. L'aîné, David Marquand (en), également universitaire, a été député travailliste de 1966 à 1977, et le cadet, Richard Marquand, est devenu un réalisateur hollywoodien connu.
Hilary Marquand est décédé le 6 novembre 1972 à l'hôpital Hellingly (en), dans le Sussex de l'Est, à l'âge de 70 ans et a été inhumé au cimetière Cathays (en) de Cardiff.